# Coverdale and Page
Coverdale and Page byla britská rocková skupina, ve které spolupracovali dva hudebníci ze slavných kapel: David Coverdale (Whitesnake a Deep Purple) a Jimmy Page (Led Zeppelin).

## Členové
- David Coverdale – zpěv, akustická kytara
- Jimmy Page – elektrická kytara, baskytara, harmonika, doprovodný zpěv
- Denny Carmassi – bicí, perkuse
- Lester Mendel – klávesy, perkuse
- Jorge Casas – baskytara
- Ricky Phillips – baskytara
- John Harris – harmonika
- Tommy Funderburk – doprovodný zpěv
- John Sambataro – doprovodný zpěv
- Brett Tuggle – klávesy, doprovodný zpěv
- Guy Pratt – baskytara, doprovodný zpěv

## Diskografie

### Alba
- Coverdale and Page (1993)